# 郭鲁
郭鲁（1917年—1989年），男，山东武城人，中华人民共和国政治人物，曾任中华人民共和国铁道部副部长，第四届全国人大代表。